# Bujar Pllana
Bujar Pllana (Mitrovicë, 29 ottobre 2001) è un calciatore kosovaro, difensore del Lechia Danzica.

## Biografia
Ha un fratello più grande Leonard anch'egli calciatore, che gioca nel Gimpo.

## Carriera

### Club
Il 9 agosto 2024 viene acquistato a titolo definitivo dalla squadra polacca del Lechia Danzica.

## Statistiche

### Presenze e reti nei club
Statistiche aggiornate al 18 maggio 2025.
| Stagione             | Squadra              | Campionato           | Campionato | Campionato | Coppe nazionali | Coppe nazionali | Coppe nazionali | Coppe continentali | Coppe continentali | Coppe continentali | Altre coppe | Altre coppe | Altre coppe | Totale | Totale |
| Stagione             | Squadra              | Comp                 | Pres       | Reti       | Comp            | Pres            | Reti            | Comp               | Pres               | Reti               | Comp        | Pres        | Reti        | Pres   | Reti   |
| -------------------- | -------------------- | -------------------- | ---------- | ---------- | --------------- | --------------- | --------------- | ------------------ | ------------------ | ------------------ | ----------- | ----------- | ----------- | ------ | ------ |
| 2019-2020            | Trepça '89           | SL                   | 1          | 0          | CK              | 0               | 0               | -                  | -                  | -                  | -           | -           | -           | 1      | 0      |
| 2020-2021            | Feronikeli           | SL                   | 19         | 0          | CK              | 1               | 0               | -                  | -                  | -                  | -           | -           | -           | 20     | 0      |
| 2021-gen. 2022       | Feronikeli           | SL                   | 16         | 0          | CK              | 0               | 0               | -                  | -                  | -                  | -           | -           | -           | 16     | 0      |
| Totale Feronikeli    | Totale Feronikeli    | Totale Feronikeli    | 35         | 0          |                 | 1               | 0               |                    | -                  | -                  |             | -           | -           | 36     | 0      |
| gen.-giu. 2022       | Prishtina            | SL                   | 14         | 0          | CK              | 3               | 0               | UECL               | 0                  | 0                  | -           | -           | -           | 17     | 0      |
| 2022-2023            | Prishtina            | SL                   | 26         | 4          | CK              | 4               | 1               | -                  | -                  | -                  | -           | -           | -           | 30     | 5      |
| Totale Prishtina     | Totale Prishtina     | Totale Prishtina     | 40         | 4          |                 | 7               | 1               |                    | 0                  | 0                  |             | -           | -           | 47     | 5      |
| 2023-2024            | Slaven Belupo        | 1. HNL               | 17         | 1          | CC              | 0               | 0               | -                  | -                  | -                  | -           | -           | -           | 17     | 1      |
| ago. 2024            | Slaven Belupo        | 1. HNL               | 1          | 0          | CC              | 0               | 0               | -                  | -                  | -                  | -           | -           | -           | 1      | 0      |
| Totale Slaven Belupo | Totale Slaven Belupo | Totale Slaven Belupo | 18         | 1          |                 | 0               | 0               |                    | -                  | -                  |             | -           | -           | 18     | 1      |
| 2024-2025            | Lechia Danzica       | EK                   | 27         | 1          | CP              | 1               | 0               | -                  | -                  | -                  | -           | -           | -           | 28     | 1      |
| Totale carriera      | Totale carriera      | Totale carriera      | 121        | 6          |                 | 9               | 1               |                    | 0                  | 0                  |             | -           | -           | 130    | 7      |